# Charles Francis Greville
Charles Francis Greville PC, FRS (12 de mayo de 1749 a 23 de abril de 1809), fue un político y anticuario británico.
De su apellido deriva el género de plantas Grevillea.
Greville fue amigo íntimo de Sir Joseph Banks y, como él, era un miembro de la Society of Dilettanti. Acompañó a Banks en la reunión organizadora hecha en marzo de 1804 de la sociedad precursora de la Royal Horticultural Society.
En política, cuando murió su padre en 1773, y su hermano se convirtió en Conde de Warwick, Greville heredó el escaño en el Cámara de los Comunes del Reino Unido. Mantuvo este escaño hasta 1790. Ocupó el puesto de Lord of the Treasury desde 1780 a 1782, como Treasurer of the Household desde 1783 hasta 1784 y como Vice-Chamberlain of the Household desde 1794 hasta 1804.
Greville nunca se casó. Tuvo un gran jardín con invernáculos en Paddington Green, donde cultivaba plantas tropicales y donde aconsiguió que una planta de Vanilla planifolia florece por primera vez bajo vidrio y en el invierno de 1806-07.
La isla Greville, al sur de Nueva Zelanda, recibió este nombre en su honor en 1820.